# Néville-sur-Mer
Néville-sur-Mer è un comune francese di 183 abitanti situato nel dipartimento della Manica nella regione della Normandia.

## Società

### Evoluzione demografica
Abitanti censiti